# Arthur Spencer
Pour les articles homonymes, voir Spencer.
Arthur Spencer, né en juin 1897, à Manchester, Royaume-Uni, et mort à une date inconnue, est un coureur cycliste, naturalisé américain, qui a remporté trois fois le championnat de vitesse américain.
Entre 1915 et 1929, Arthur et son frère Willie Spencer de Toronto dominent la scène de la course cycliste américaine. Ils déménagent de Toronto à Newark (New Jersey) en 1915. Adolescents, les frères Spencer voulaient devenir coureurs cyclistes professionnels. Dans la poursuite de leur objectif, Spencer a contesté l'hégémonie  de John M. Chapman, directeur de la National Cycling Association, en battant Frank Kramer, l'étoile du circuit NCA.

## Biographie
Né à Manchester, en Angleterre, Arthur Spencer déménage au Canada avec ses parents à l'âge de un an.
En 1915, Arthur, qui vient de remporter le championnat amateur canadien, et la confiance de Willie convainc les deux hommes qu'ils peuvent gagner beaucoup d'argent en devenant professionnel aux États-Unis. Les Spencer prennent les économies de Willie et se dirigent à Newark (New Jersey), le centre américain de la course de six jours.
en 1917, à 20 ans, Arthur remporte le championnat de vitesse américain, en battant le champion Frank Kramer, le dépossédant ainsi de son titre qu'il détenait depuis plus de 15 années. Malheureusement, le succès d'Arthur ne l'aide pas à se faire aimer des fans américains, qui voyant leur bien-aimé champion détrôné, lui crient des insultes et des huées, allant même jusqu'à lui lancer des sacs de cacahuètes, des programmes pliés et des bouteilles d'eau vides. Cela ne l'aide pas non plus avec le promoteur de course John Chapman. Lorsque Spencer lui demande le même salaire que Kramer aurait obtenu, Chapman rechigne à la demande et lui dit que personne ne sait qui il est. Arthur Spencer est le nouveau champion national de sprint professionnel. Mais Chapman ne veut même pas lui faire un contrat pour une seule course.
En 1919, Spencer malade baisse pavillon, devant Eaton, qui gagne le championnat d'Amérique de vitesse facilement ; En 1920, Le Championnat d'Amérique, la dernière épreuve comptant pour le championnat d'Amérique de vitesse, est remportée par Arthur Spencer qui enlève pour la seconde fois cette épreuve, le consacrant comme un grand champion du sprint. Il montre une très nette supériorité sur ses concurrents en gagnant de très loin ce championnat. De l'avis, de nombreux coureurs, il est supérieur à Spears, l'homme est fort, démarre très bien, et a un déboulé final formidable. Bien souvent il se trouvait à plusieurs longueurs de Kramer ou d'Eaton et refaisait en deux cents mètres le terrain perdu.
Le 2 octobre 1963, il tua son frère William Spencer en le renversant lors d'un entrainement à vélo.
Arthur Spencer se donna la mort deux semaines plus tard en se jetant de son vélo alors qu'il roulait à une vitesse de 110km/h.

## Palmarès
- 1915
  -  Championnats du Canada de cyclisme sur piste Amateur
- 1917
  -  Champion des États-Unis de vitesse[4],[5]
- 1920
  -  Champion des États-Unis de vitesse[4],[6]
- 1921
  - Match sur 1 mile avec son frère Willie Spencer, vainqueur de Frank Kramer et Orlando Piani.
- 1924
  -  Champion des États-Unis de vitesse